# 長嶺龍汰
長嶺 龍汰（ながみね りゅうた、2006年10月2日 - ）は、日本の男性ダンス&ボーカルグループ・AVESTのメンバーであり、俳優。神奈川県出身。芸能事務所エーライツ所属。

## 経歴・人物
2023年12月22日に男性ダンス&ボーカルグループ「AVEST」の新メンバー【RYUTA】として池袋harevutaiにてプレデビュー、2024年1月7日日本橋三井ホールより本格的に活動開始した。
2024年8月、ABEMAにて放送されている恋愛リアリティ番組キミとオオカミくんには騙されないがAVEST活動以外の初めての外部仕事。
高校ではダンス部副部長を務めた。趣味は音楽鑑賞。
特技はダンス、アクロバット(体操)、水泳、バスケットボール、野球。
好きな食べ物はいちごのクレープと肉。
犬を3匹飼っており、詳細はチワワ2匹とミニチュア・ピンシャー1匹 。

## 出演

### 舞台
- ミュージカル・テニスの王子様4thシーズン - 菊丸英二 役
  - 4thシーズン お披露目会（2024年11月16日、品川プリンスホテル ステラボール）
  - 青学vs比嘉（2025年1月11日 - 19日、日本青年館ホール / 1月25日 - 2月2日、梅田芸術劇場 メインホール / 2月8日 - 15日、TACHIKAWA STAGE GARDEN）[7]
  - 青学vs氷帝（2025年7月6日 - 13日、Kanadevia Hall / 7月19日 - 27日、SkyシアターMBS / 8月1日 - 3日、土岐市文化プラザ サンホール / 8月15日 - 17日、久留米シティプラザ グランドホール / 8月23日 - 31日〈予定〉、日本青年館ホール）[8]

### ネット配信
- ABEMA キミとオオカミ君には騙されない（2024年8月11日 - ）

### 雑誌
- ロックエンタテイネント 『BOYS FILE Vol.15 FLOWER』（2024年3月1日）